# Pozemské technologie ve Hvězdné bráně

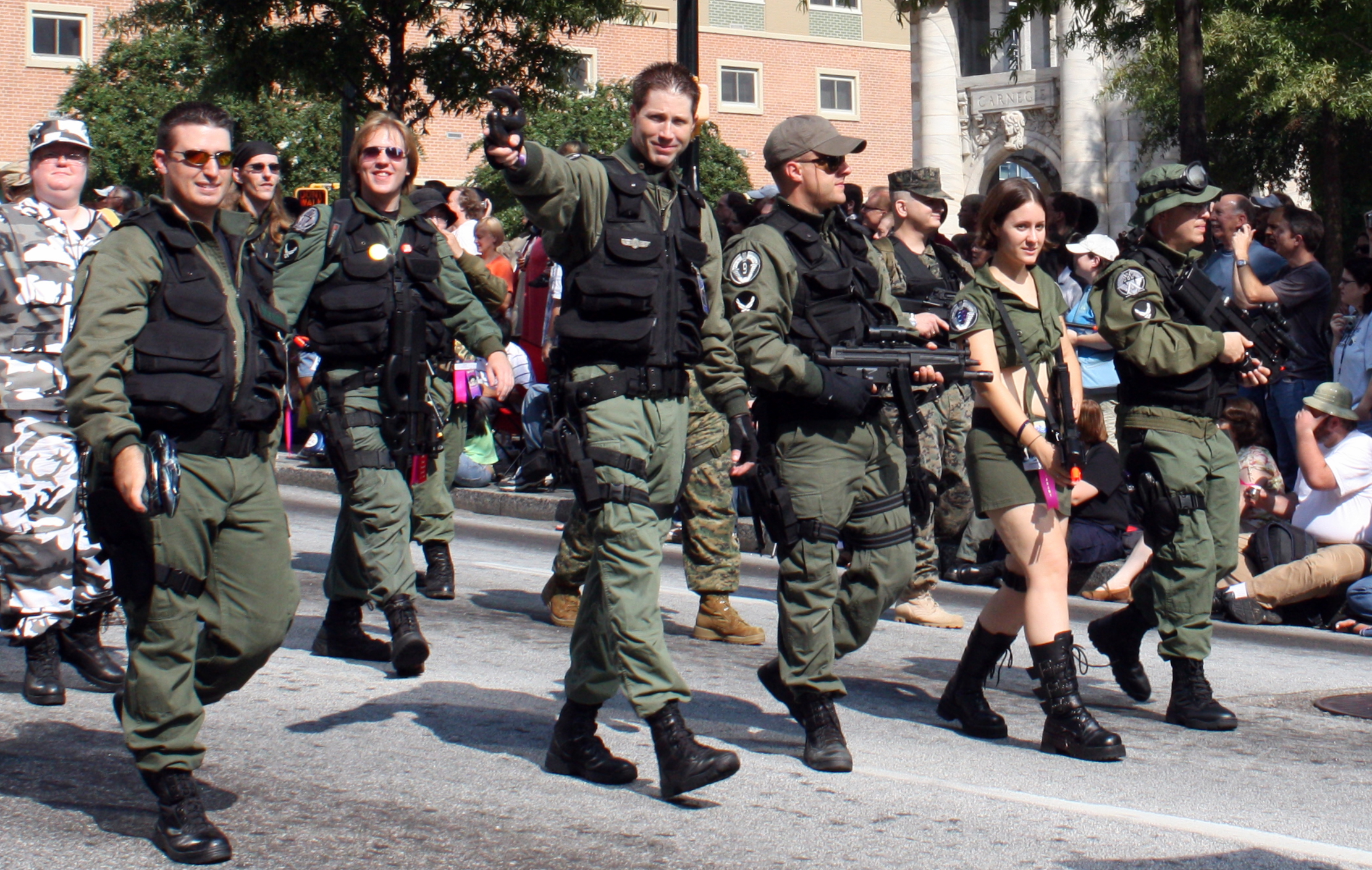
Fanoušci Hvězdné brány předvádějí výzbroj a výstroj členů SG týmů

Toto je seznam technologií lidí ze Země ve fiktivním světě Hvězdné brány.
Lidé ze Země mají ve Hvězdné bráně k dispozici mnoho pokročilých technologií založených na výzkumu zařízení, která objevily SG týmy při průzkumu jiných planet, a na znalostech poskytnutých Zemi spřátelenými rasami jako jsou Asgardé nebo Tok'rové.

## Zbraně

### Střelné zbraně

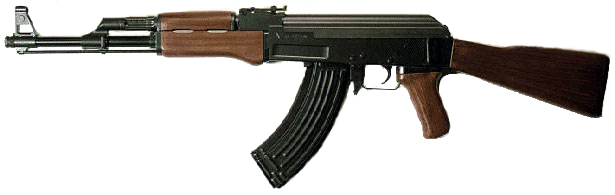
Útočná puška AK-47

- AK-47 je jedna z nejrozšířenějších zbraní v pozemských dějinách. Navrhl ji těsně po konci druhé světové války Michail Kalašnikov a od té doby je dodnes v různých verzích vyráběna v mnoha státech světa. Samotný typ AK-47 a vylepšená verze AKM používala ráži 7,62 mm, pro kterou je ještě dnes vyráběna varianta AK-103, modernější typy AK-74 používají menší ráži 5,45 mm. Nízké výrobní náklady a odolnost zbraně proti nečistotám jí zajistily dostatečný odbyt a výrobu v obrovských sériích.

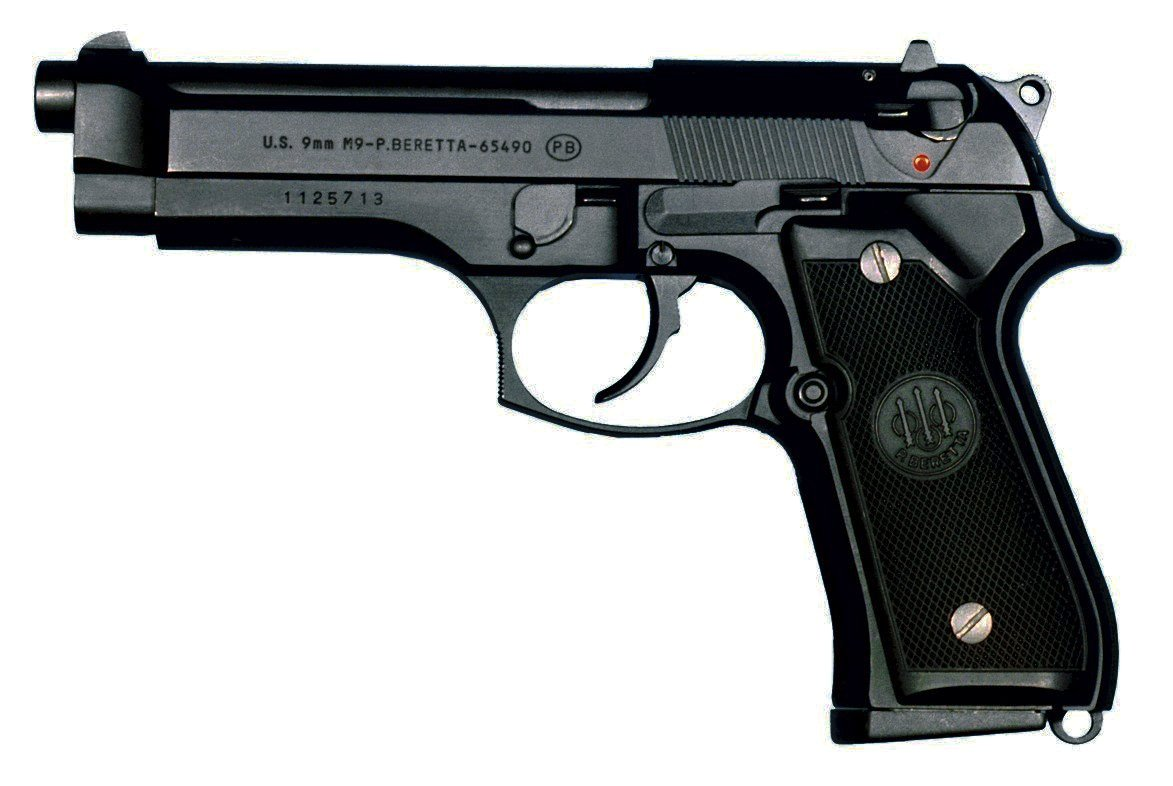
Pistole Beretta 92 F (M9)

- Beretta 92 F je standardní pistole americké armády, jež ji zavedla v 80. letech pod interním označením M9. Italská zbrojovka Beretta vyhrála výběrové řízení vypsané americkým kongresem na pistoli ráže 9mm (tento požadavek se objevil v souvislosti s přechodem americké armády na standard NATO). Většina zbraní však byla vyrobena přímo ve Spojených státech, neboť součástí smlouvy bylo i přenesení výroby z Itálie do dvou let. Jakožto standardní výzbroj je používána i v SGC, kde ji na mise nosí všichni členové SG týmů.

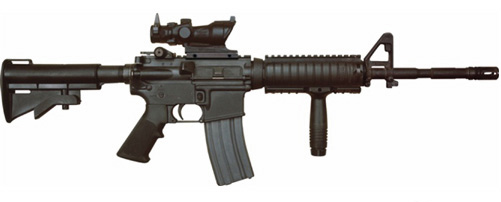
Útočná puška Colt M4A1 Carabine

- Colt M4A1 Carabine je zkrácená verze útočné pušky M16 pro speciální jednotky, kterým vadila její délka. Díky tomu má M4 s M16 společných 80 % dílů a lze na ní též podvěsit granátomet M203. Tuto zbraň používá i 601. skupina speciálních sil AČR. Ve Hvězdné bráně můžeme tuto zbraň vidět u vojáků v místnosti brány při neplánovaných aktivacích.

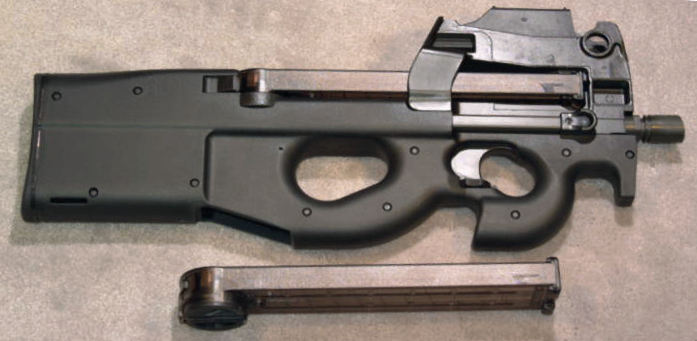
PDW FN P90

- FN P90 je základní zbraň všech SG týmů. Má zásobník na 50 nábojů ráže 5.7 x 28 mm umístěný naležato, rovnoběžně s rovinou osy hlavně. Stejný systém uložení zásobníku měl i československý výsadkářský samopal ZB-247. Úsťová rychlost je cca 715 metrů za sekundu, do vzdálenosti 200 metrů dokáže střela prorazit standardní policejní balistickou vestu. Zbraň má dvě ergonomicky tvarované rukojeti, vpředu je výstupek s laserovým zaměřovačem, který zároveň zabraňuje pohybu podpůrné ruky před hlavní. Zbraň má hlaveň dlouhou 263 mm, celkovou délku 500 mm, celkovou šířku 55 mm, celkovou výšku 210 mm, hmotnost při plném nabití 3 kg. Standardně má kolimátorový zaměřovač a kromě toho nouzová pevná mířidla. Existuje i možnost montáže jiných zaměřovačů. Zbraň má manuální nebo automatickou závěrovou pojistku. Zbraň vyrábí FN Herstal.
- Franchi SPAS 12 je typická pumpovací brokovnice se sklopnou pažbou. Uvnitř se skrývá trubicový zásobník na 7 nábojů ráže 12. Na této brokovnici je též zajímavá možnost plně automatické střelby, pro kterou je udávána kadence 240 ran za minutu. SPAS 12 je oblíbená u policie i armády a je perfektní zbraní pro boj proti Replikátorům.
- Franchi SPAS 15, touto brokovnicí se firma Franchi pokusila eliminovat dlouhý čas, jež potřebují konvenční opakovací brokovnice s posuvným předpažbím k nabití nábojové komory. SPAS 15 proto vzhledem připomíná útočnou pušku a má krabicový zásobník na 10 nábojů. I přes toto pro brokovnici netradiční uspořádání však neumožňuje střelbu dávkou. Jedná se však o velmi nebezpečnou zbraň, která je využívána pro boj proti Replikátorům.
- MALP s kulometem je těžký kulomet na podvozku standardní MALP sondy. Pozice pro střelce je chráněna dvěma pancéřovými pláty.

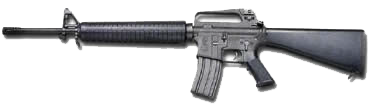
Útočná puška M16A2

- M16 je velice známá zbraň, neboť je standardní útočnou puškou americké armády. Vyvinuta byla v druhé polovině 50. let pod označením AR-15 a výrobní práva získala společnost Colt. Ta dodala velké množství zbraní do Spojeného království, jihovýchodní Asie a americkému letectvu a armádě, která zbrani přiřadila označení M16. Zbraň byla během let upravována a vylepšována, v současnosti se používá verze M16A2, jež může střílet buďto v poloautomatickém režimu, nebo v dávkách po třech.

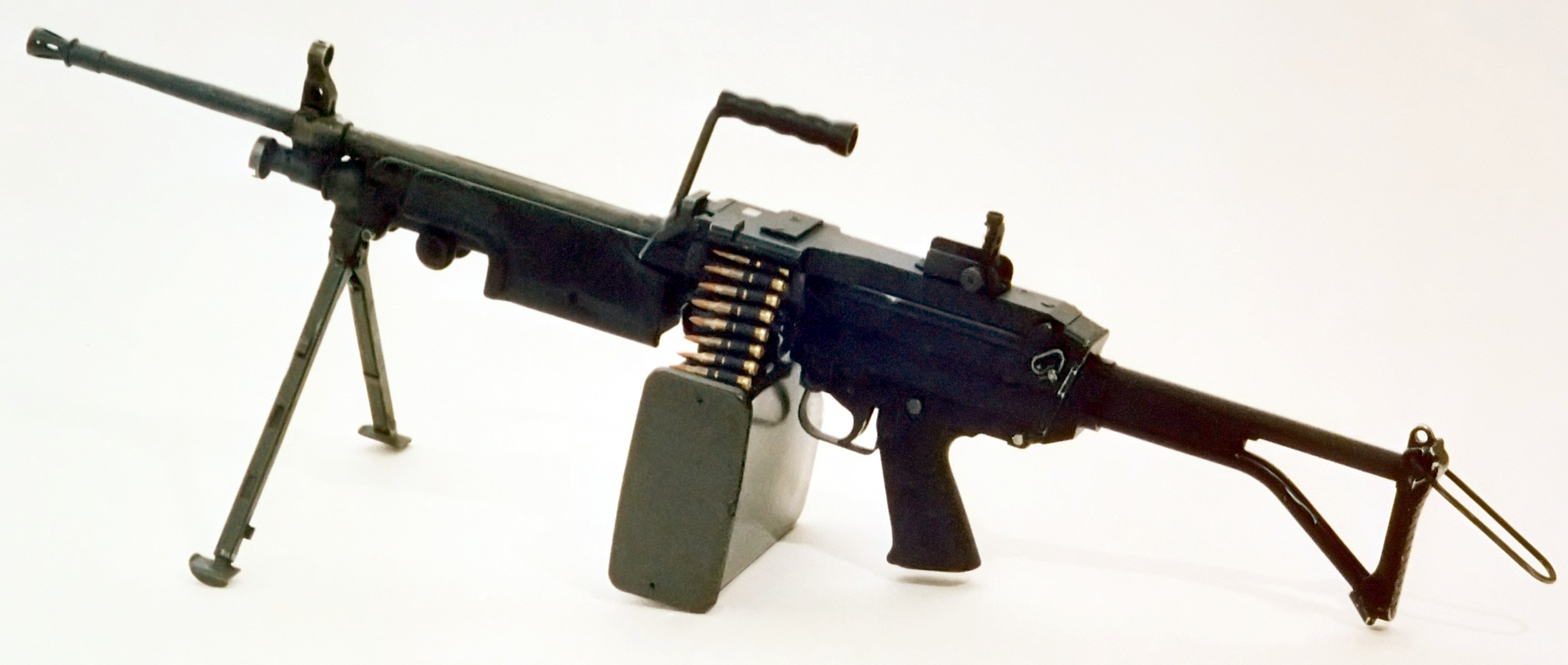
Lehký kulomet M249 SAW

- M249 SAW (Squaw Automatic Weapon) je lehký kulomet od výrobce FN Herstal, jež jej označuje MINIMI (M249 je americké armádní označení). Je nabíjen nábojovým pásem s 200 náboji, ale může používat i krabicové zásobníky z M4 a M16. Může být vybaven dvounožkou, běžně (a v Hvězdné bráně hlavně) se však používá pro střelbu od boku. Jedná se o silnou zbraň, která dokáže sestřelit i goa’uldský smrtící kluzák (i když ve skutečnosti by zřejmě nic podobného sestřelit nemohla).

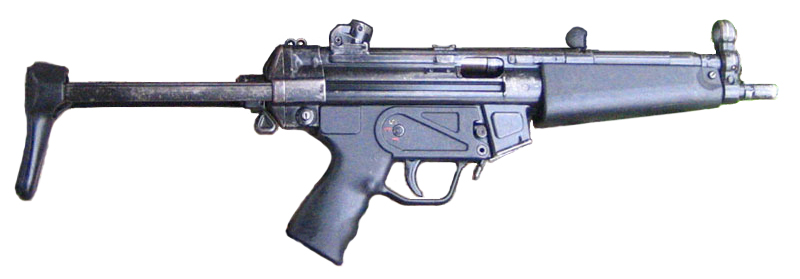
Samopal Heckler & Koch MP5A3

- MP5 A3 je německý samopal od výrobce Heckler & Koch, vyráběný od roku 1965. Typ A3 je základní| variantou se zasouvací pažbou a umožňuje střelbu jednotlivými ranami nebo nepřetržitou dávkou. Náboje jsou uloženy v zásobnících po patnácti či třiceti. Zbraň se proslavila vysokou kvalitou výroby. SG týmy používaly MP5 od počátku své činnosti, některé pak přešly na modernější samopal P90. Zbraně dodané pro SGC byly vybaveny přídavnými zařízeními, jako například optickými zaměřovači, svítilnou pod hlavní, či speciálním zásobníkem, jenž byl složen ze dvou klasických 30nábojových zásobníků, který se po vystřílení prvního jen posunul a otočil, čímž se zredukoval čas potřebný pro nabíjení.

### Výbušné zbraně
- BFMB Mark V je malá termonukleární bomba, schopná vyhladit rozsáhlou oblast. Plukovník O'Neill měl tímto zařízením zničit hvězdnou bránu na Abydosu, ale nakonec ji využil ke zničení mateřské lodi Goa'ulda Ra. Stejná bomba byla v alternativní realitě použita k vyhlazení Chulaku.
- Composition C-4 je standardní plastická trhavina, kterou používá armáda USA. Výhodou plastických trhavin je možnost tvarovat výbušnou část (kromě rozbušky), i když v seriálu se tato výbušnina většinou vyskytuje jako malý kvádr, do kterého stačí zapíchnout rozbušku s odpočítáváním, případně s možností odpálení vysílačem na dálku. Zajímavé je, že tato trhavina by neměla vybuchnout ani když se do ní střelí nebo když se hodí do ohně – lze ji odpálit pouze rozbuškou. Výbušnou látkou je RDX, které tvoří více než 90% hmotnosti C4.
- FIM-92 Stinger je protiletadlová střela odpalovaná z ramene. Systém je konstruován ve standardu „vystřel a zapomeň“ a používá infračervené zaměřování, střela je odpalována z vícekrát použitelného pouzdra. Je to perfektní prostředek pro likvidaci goa’uldských kluzáků či wraithských šipek.
- Goa'uld Buster je bojová hlavice Mark 12-A obohacená naquahdahem, takže má efekt 1000 megatun. Raketa je vyrobena ze stejného materiálu jako letouny stealth, takže je nezachytitelná radarem. Odpaluje se ze základny US Air Force - Vandenberg. Od této zbraně byly vyrobeny pouze dva prototypy, určené ke zničení Apophisova a Klorelova Hataku. Rakety však byly neúspěšné, nedokázaly prorazit energetické štíty goa'uldských lodí.
- Granáty se v seriálu vyskytly v mnoha různých typech. Jedná se o malá, výbušná zařízení, sloužící k útoku proti skupince nepřátel. Vojáci ho dohodí do vzdálenosti kolem 40 metrů. Tříštivý, tedy normální granát se po výbuchu rozletí na mnoho ostrých a velmi rychle se pohybujících střepin (šrapnelů). I výbuch samotný je velmi nebezpečný.
- M18 Claymore je typická americká PP mina. Má nenápadný vzhled prohnutého kvádru, celé vnější pouzdro je vyrobeno z kovu, až na přední stěnu, která je z tříštivého materiálu. Uvnitř je téměř jeden kilogram silné výbušniny (C4) a ocelové kuličky. Při výbuchu praskne přední stěna, a ven vyletí právě ocelové kuličky, které působí vážná zranění spodních končetin. Je to protipěchotní mina, už slabý pancíř jí dokáže odrazit. Zabíjí na vzdálenost 50 metrů, nebezpečná je až na 300 metrů (směrem vpřed, směrem vzad s jistotu zabíjí pouze z bezprostřední blízkosti a velmi nebezpečná je cca do 100 metrů). Odpalována je mnoha způsoby, SG týmy obvykle zapojí paralelně několik min a pak všechny postupně odpálí vysílačem.
- Mark IX (Gate Buster) je nejsilnější pozemská atomová bomba, s hlavicí obohacenou naquadrií. Byla navržena speciálně pro zničení hvězdné brány, ovšem zároveň ničí vše v okruhu sta mil. Lze ji nastavit tak, aby byla mimořádně citlivá na jakýkoli pokus o vyřazení.
- Rakety v místnosti brány tato zbraň funguje jako střela AGM-114 Hellfire, ale vypadá jako AGM-65 Maverick. Raketa Hellfire je vystřelena a poté musí být navedena pomocí laseru, buďto přímo strojem, který Hellfire vystřelil, nebo pozemním pozorovatelem. I dráha letu SG raket by odpovídala spíše Hellfire, jenže design a rozměry odpovídají spíš střele Maverick. V podstatě by se tato zbraň dala považovat za AGM-114 s novým designem i silnějším motorem. Pylon se dvěma raketami se vysouvá ze stropu místnosti brány. Tyto dvě rakety jsou pak postupně vystřeleny. Zaměření zřejmě provádí MALP, UAV nebo voják pomocí laserového ukazovátka.

### Bodné zbraně

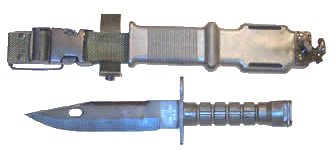
Bojový nůž-bajonet M9 s pouzdrem na opasek

- Nůž je součást výstroje každého člena SG týmů. SGC používá bajonet M9.

### Energetické zbraně
- Zbraň proti Kull bojovníkům je zbraň, která se používala v boji s Anubisovými Kull vojáky. Vyvinuli ji Tok’rové společně s lidmi na stanovišti Alfa za využití vědomostí získaných zkoumáním antického zařízení, v bájích na Zemi známého jako „Fontána mládí“. Souvislost s tímto zařízením se objevila se zjištěním, že Kull bojovníci jsou vytvořeni mrtví a posléze oživeni pomocí čehosi, co bylo vytvořeno po prostudování antického zařízení. Jak zbraň funguje se neví, ale po určité době fungovat přestala, a proto musela být upravena. Touto úpravou se zajistila různorodost jakési měřitelné hodnoty výstřelů a nešlo se na ni proto přizpůsobit. Zbraň se připevňuje na P90 vedle zaměřovače.
- Railgun označuje elektromagnetické dělo. Elektromagnety v hlavni urychlují projektil až na rychlost Mach 5, dostřel této zbraně je 250 mil, do jednoho zásobníku se vejde až 10 000 nábojů. Tyto experimentální zbraně používá X-303 Prométheus. V upravené verzi je používá na svou obranu Atlantida.

### Zvukové zbraně
- Zbraň proti Převorům je zbraň, která po aktivaci začne generovat ultrazvukové pole, jež brání orijskému Převorovi v přístupu do vysoce vyvinutých částí jeho mozku. Tím pádem není schopen využívat své nadlidské schopnosti. Jeho hůl je dočasně vyřazena (je aktivována psychicky).

## Letadla

### Přepravní letadla

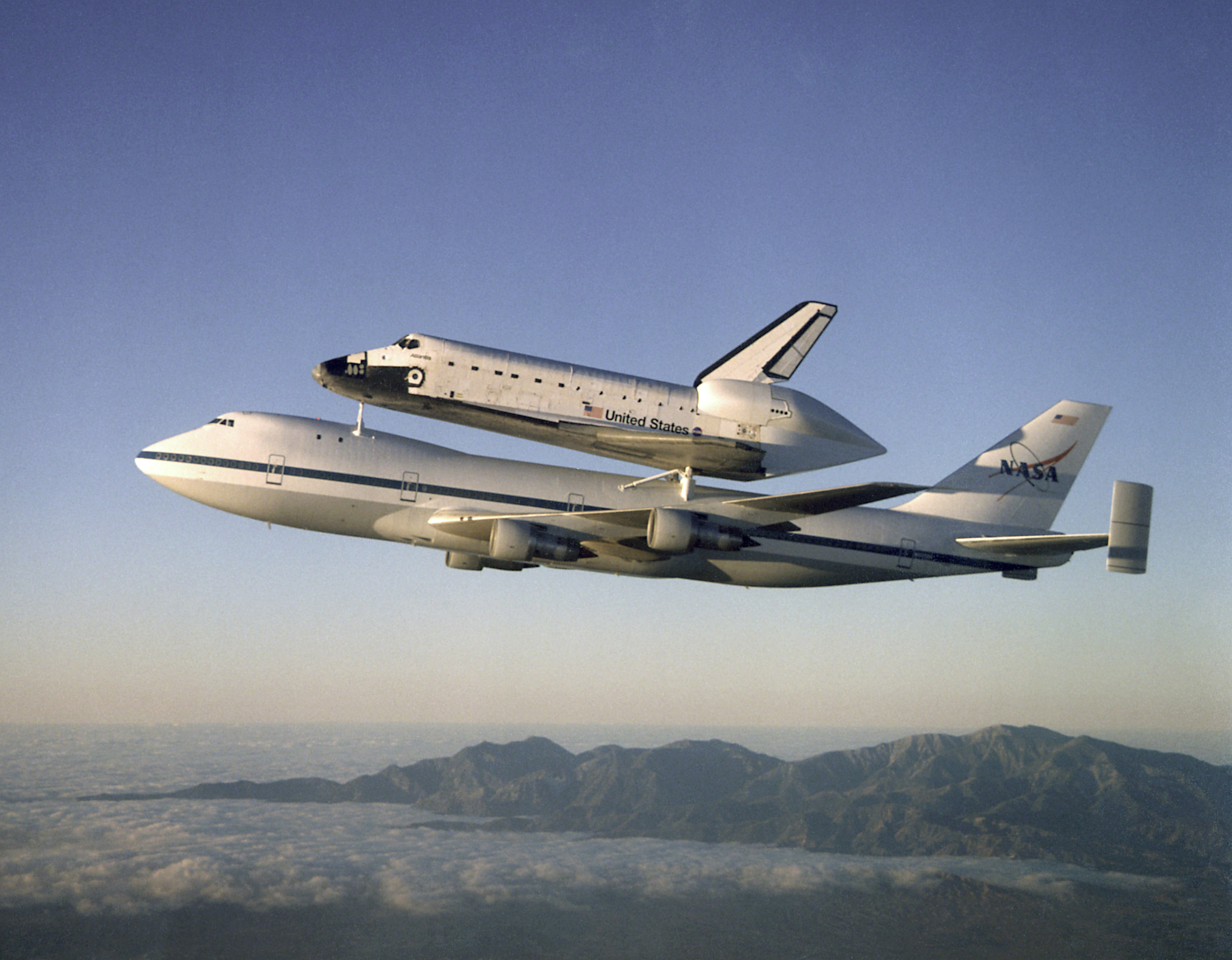
Shuttle Carrier Aircraft (SCA) americké NASA přepravující raketoplán Atlantis

- Boeing 747SCA, toto letadlo se objevilo v 2. epizodě šesté řady seriálu Hvězdná brána Spása (v anglickém originále Redemption), kdy vynášelo do vzduchu X-302 s O’Neillem na palubě a hvězdnou bránou pod trupem. Letoun, který jsme v seriálu zahlédli, však byl jiné verze a pouze upraven aby vypadal jako SCA (Shuttle Carrier Aircraft). Nicméně zde jsou informace o skutečném B747SCA: NASA vlastní 2 exempláře, oba byly vyrobeny v civilních verzích a sloužily dopravním společnostem. První byl vyroben v roce 1970 ve verzi 747-123 výrobní číslo 20107/86 a s poznávací značkou N9668 je provozovala společnost American Airlines, která je v roce 1974 prodala NASA, jenž letoun zaregistroval jako N905NA. Tento letoun je z důvodu nedostatečného využití od roku 1999 uskladněn a příležitostně využíván v rámci amerického vesmírného programu. Druhý stroj je 747-100SR (Short Range) výrobní číslo 20781/221, vyrobený v roce 1973 pro Japonské aerolinie, které jej provozovaly do roku 1988 pod značkou JA8117. Poté stroj přešel do majetku Boeing Equipment Holding Co., která jej po šesti měsících prodala NASA, kde byl letoun provozován se značkou N911NA. Oba letouny po odkoupení samozřejmě prošly řadou úprav pro snížení hmotnosti a zvýšení tuhosti konstrukce.

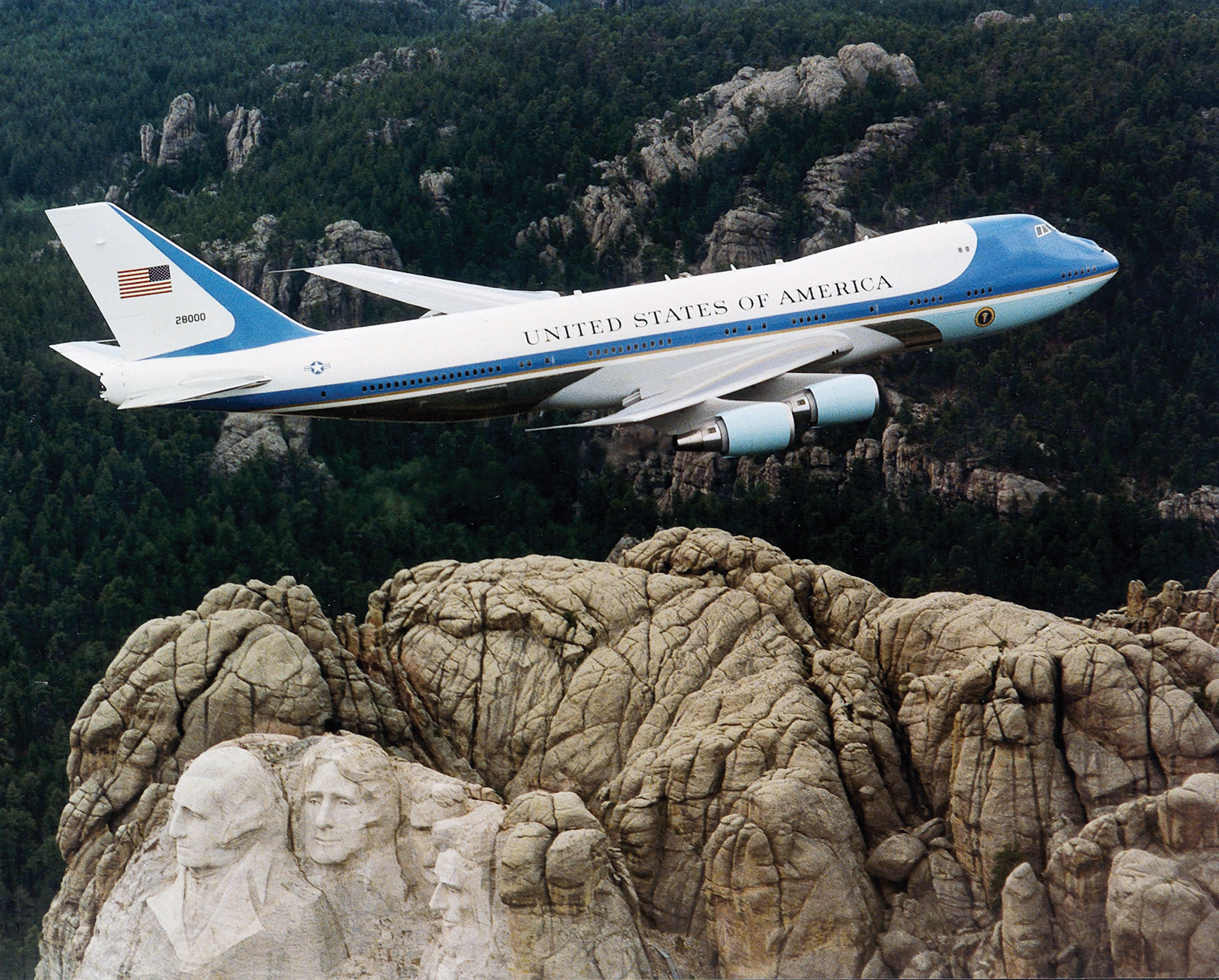
Air Force One

- Boeing VC-25A je vojenské označení pro dva B747-200B, které byly vyrobeny na zakázku americké armády. Oba stroje se v mnohém liší od sériové verze, a to nejen vnitřním uspořádáním, ale například i elektronickými a komunikačními zařízeními. A nakonec – kdykoli je na palubě americký prezident, používají letouny volací jméno Air Force One. S tímto strojem jsme se mohli setkat ve 20. epizodě první řady seriálu Hvězdná brána Paralelní svět (v anglickém originále There but for the Grace of God).

### Výzkumná letadla
- UAV znamená Unmanned Airborne Vehicle, tedy bezpilotní letadlo. Používá se podobně jako MALP k průzkumu cizích planet, je vystřelováno z SGC skrz bránu. Na rozdíl od pomalé pozemní sondy dokáže rychle prozkoumat oblast několika kilometrů okolo brány.
- UCAV znamená Unmanned Combat Airborne Vehicle, v překladu bezpilotní bojové letadlo, je modifikace průzkumného UAV. Pod každým křídlem má zavěšenu jednu raketu vzduch - země. Bylo použito v 16. epizodě sedmé řady seriálu Hvězdná brána Umíráček (v anglickém originále Death Knell) při hledání majora Carterové, která byla na útěku před Kull bojovníkem.

## Vesmírné lodě

### Stíhací letouny
- X-301 je první pozemský bojový letoun schopný opustit atmosféru. Byl postaven ze dvou goa’uldských kluzáků a měl být vyzbrojen střelami vzduch-vzduch s hlavicemi obohacenými naquahdahem. V tomto uspořádání měl sloužit k obraně Země pod velením SGC. Prvních několik testů proběhlo úspěšně, avšak při zkoušce výzbroje se ukázalo, že letouny, z nichž byl X-301 vyroben, byly vybaveny návratovým zařízením, které je v případě odcizení vedlo zpět na domovskou planetu majitele (Apophise). Díky této skutečnosti se další vývoj tohoto letounu ukázal jako bezvýznamný, a proto byl spuštěn nový program X-302, který také vycházel z technologie kluzáku, avšak byl celý postaven na Zemi.
- X-302 je druhý vyvinutý a první úspěšný pozemský bojový letoun pro lety mimo atmosféru. Přestože má stejné uspořádání jako goa’uldský kluzák, je vyroben na Zemi. Prototyp byl vybaven také nadsvětelným pohonem, avšak ten částečně nefungoval díky nestabilitě naquadrie, která byla použita jako palivo. Je však schopný relativně malých skoků. Inerciální tlumiče kompenzují přetížení a turbulence. Sériové letouny byly vybavovány pouze raketovým motorem pro pohyb mimo atmosféru a dvěma proudovými motory pro lety v atmosféře. V každém letounu jsou 2 místa. Pod X-302 je možné podvěsit několik (pravděpodobně 4) střel vzduch-vzduch. Tento stroj je první sériově vyráběný bojový prostředek pro lety mimo atmosféru. Neví se, kolik jich zatím bylo vyrobeno, ale 8 jich je umístěno na Prométheovi, o mnoho víc na Daedalovi, několik na stanovišti Alfa a pravděpodobně též na nějaké pozemské letecké základně.

### Bitevní křižníky
- X-303/Prometheus byl první velkou bitevní pozemskou vesmírnou lodí, navrženou pro obranu planety. Prometheus je vybaven railguny a asgardskými štíty. Na palubě se také nachází 8 stíhaček F-302. Trup je vyroben z trinia (prvku, který se na Zemi nevyskytuje, a proto je dovážen z mimozemského dolu). K pohonu slouží dva typy motorů – 2 podsvětelné a 2 naquadriové hyperpohoné generátory. Podsvětelné motory jsou schopny dopravit loď na Zemskou orbitu za 30 sekund a ve vesmíru dodávají Prométheovi rychlost 180 000 kilometrů za sekundu. Hyperpohoné generátory určené k cestování hyperprostorem, které umožňují cestu do galaxie Pegasus vzdálené 3,5 milionu světelných let od Země za 18 dní. Prometheus byl skoro zničena v bitvě v Antarktidě, ale tehdy ještě vyvázl. Zničit loď se podařilo až Oriskému bojovému satelitu, přičemž zahynulo 29 členů posádky včetně velitele plk. Pendergasta.
- Třída BC-304/Třída Daedalus je novější verze pozemského vesmírného bitevního křižníku (po první lodi se lodě tohoto typu nazývají také jako lodě třídy Daedalus). Je vybavena modernějšími zbraněmi než její předchůdce, Prométheus. Má dva hangáry se stíhači F-302. Její štíty jsou technologicky pokročilejší než štíty lodě X-303, protože jsou založeny na asgardské technologii. Každá z těchto lodí se může postavit i čtyřem goa'uldským lodím třídy Hat'ak.
  - U.S.S. Daedalus  slouží jako průzkumné, přepravní, ale i bojové plavidlo v galaxii Pegasus. Později bylo vylepšeno modernějšími asgardskými štíty a energetickými zbraněmi. Velí jí plk. Caldwell.
  - U.S.S. Odyssey  je loď určená k ochraně Země. Později byla jako první z pozemské flotily upravena asgardskými technologiemi. Poté zničila dva orijské křižníky. Velel jí plk. Emerson.Později plk. Davidson
  - VMF Korolev (ВМФ Королёв) je ruská loď třídy BC-304. Byla zničena orijskou lodí v bitvě u Superbrány. Velel jí plk. Chekov.
  - U.S.S. Apollo  slouží v galaxii Pegasus, ale i jako obrana Země. Byla vylepšena asgardskými technologiemi. Velí jí plk. Ellis.
  - Sun Tzu je čínská loď třídy BC-304.
  - U.S.S. George Hammond (dříve Phoenix) byl postaven zatím jako poslední a objevil se pouze v seriálu Hvězdná brána: Hluboký vesmír. Velení bylo svěřeno plk. Carterové.

## Vozidla
- MALP je nevelké průzkumné vozítko s podvozkem o šesti kolech, senzory, kamerou, mikrofonem, reproduktory a montážním ramenem. MALP je ovládán na dálku pomocí rádiových vln. V seriálech Hvězdná brána a Hvězdná brána: Atlantida je používán pro zjišťování životních podmínek, ověření dostupnosti vytáčecího zařízení na cizí planetě, prvního průzkumu, a případně i pro první kontakt s obyvateli planety.
- FRED je vozidlo, které slouží k transportu nákladů skrz bránu. Je dálkově ovládané. Jeho vysokou pohyblivost zajišťuje 6 až 8 kol (podle typu), v přední části má zabudované dva silné světlomety.

## Další technologie

### Iris
Iris je titano-triniová ochranná clona složená z velkých, kovových plátů, která je instalována na pozemské hvězdné bráně. Byla vyvinuta v Oblasti 51 a slouží k ochraně země před útokem skrz bránu.
Skládá se z dvaceti plátů, které se otevírají a zavírají jako klasická irisová clona. Je umístěna 3 µm od hranice červí díry, což zabraňuje rekonstrukci hmoty a slouží tak jako obrana proti jakémukoli předmětu (výbušninám, biologickým i chemickým zbraním). Původní iris byla nainstalována v pilotní epizodě Děti Bohů, poté co Apophis zaútočil na Zemi. Byla vyrobena z čistého titanu, ale v epizodě Černá díra byla gravitační silou vtažena do červí díry poté, co SGC navázalo spojení s bránou na planetě, kterou zrovna pohlcovala černá díra. Nově nainstalovaná iris byla vyrobena ze slitiny titanu a trinia.
Deaktivace se provádí z řídící místnosti. Poté, co počítač přijme a potvrdí IDC, může být Iris otevřena. Odvysílání IDC se provádí pomocí vysílače kódu, který mají všechny SG týmy a spojenci Země. Později byla deaktivační konzole doplněna o identifikaci otiskem dlaně.
Hvězdná brána na Atlantidě má také štít. Byl nainstalován Antiky. Na rozdíl od Iris se jedná o energetický štít. K ověření totožnosti se stejně jako na Zemi používá IDC.
Nepřátelům Země se několikrát podařilo Iris překonat:
- V epizodě Hadova píseň použil vládce Sokar proud subatomárních částic s cílem roztavit Iris. Tyto částice se dokázaly reintegrovat v nepatrném prostoru mezi bránou a Iris.
- Tolláni v epizodě Záminka použili technologii, která jim umožnila procházet pevnou hmotou. Díky tomu mohli Iris projít, a zhmotnit se až za ní.
- V epizodě Spása použil Anubis antické zařízení vysílající energii, kterou Iris nedokázala zastavit. Ta se začala hromadit v bráně a nakonec způsobila její přetížení a obrovskou explozi. Ještě před tím se podařilo SGC bránou odhodit daleko do vesmíru.
- V epizodě Poslední boj použili Replikátoři přenosový kanál pro signál IDC k ovládnutí počítačové sítě SGC a deaktivaci Iris.

Ba'al a Anubis používali hologram, který se objeví v prostoru brány i když je Iris zavřená ke komunikaci s SGC.

### Výbušná zařízení
- Autodestrukce SGC je představováno silnou atomovou bombou, která má v případě nouze zničit celý komplex. Autodestrukce byla několikrát aktivována, jako pojistka, ale vždy došlo k jejímu zrušení. Pro aktivaci je zapotřebí osobních kódů dvou velících důstojníků.

### Světelná zařízení
- Chemické světlo je 15 až 20 centimetrů dlouhá ampule z průhledného plastu. Uvnitř je chemická látka, ve které plave další, tentokrát skleněné ampulce, naplněné jinou látkou. Ohnutím celé plastové ampule sklo uvnitř praskne a látky se smíchají, čímž dojde k chemické reakci, při které se uvolňuje světlo. Jedná se o studené světlo, nehrozí vznik požáru ani nic podobného. Světlo vydrží svítit 8 až 12 hodin, je vhodné pro orientaci nebo signalizaci.

### Lékařská zařízení
- Počítačová tomografie/Magnetická rezonance obě vypadají jako tunel, ve kterém leží vyšetřovaný pacient. Obraz vyšetřovaného je u počítačové tomografie získáván rentgenovou lampou, která se otáčí kolem pacienta při současném posouvání lůžka, na němž pacient leží, magnetická rezonance je lepší v tom, že nevydává radioaktivní záření, ale zase je dražší (vysoká cena použitých elektromagnetů). Výsledkem obojího je však snímek člověka, rozkrájený na mnoho tenkých plátků, které se pomocí počítače dají složit do 3D obrazu. V SGC jsou tato zařízení používána k odhalování Goa'uldů.

### Optická zařízení
- Dalekohled je zařízení, jež nám pomocí soustavy čoček umožňuje pozorovat věci ve větších vzdálenostech, které nejsme schopni rozlišit pouhým okem. Proto je hojně používán v armádě, kde jeho použití může zachránit životy mnoha vojáků. Velitel jím například může zjistit, kolik nepřátelských vojáků se v dané oblasti nachází a na základě těchto zjištění pak určit další postup. O’Neill si na mise nosí zvláštní miniaturní dalekohled na jedno oko, s jehož pomocí počítá nepřátelské Jaffy.
- Noktovizor je zařízení pro noční vidění. Brýle v podstatě zesilují viditelné světlo. Používá se pro průzkum planet s nedostatečným zdrojem světla či při operacích v noci.

### Detektorová zařízení
- Detektor naquahdahu je zařízení schopné detekovat přítomnost naquahdahu. Skládá se ze dvou částí, z čidla a přenosného počítače, který vyhodnocuje obsah naquahdahu v okolí.
- Měřič leptonové radiace je žlutá krabička se zeleným displejem sloužící k měření leptonového záření. Pojem leptonová radiace byl zmíněn ve 21. epizodě třetí řady seriálu Hvězdná brána Křišťálová lebka (v anglickém originále Crystal Skull) a v 18. epizodě deváté řady   Plášť krále Artuše (v anglickém originále Arthur's Mantle) a nelze říci s jistotou, zda skutečně existuje.

### Počítačová zařízení
- DHD počítač je volací zařízení hvězdných bran. Jelikož DHD u brány bylo ukradeno , byl pro program Hvězdné brány vyvinut počítač, s jehož pomocí se nyní zadávají adresy. Počítač je napojen senzory na bránu a vědci, kteří bránu zkoumali, na základě analýzy vyslaných a přijatých impulzů vytvořili vysoce sofistikované rozhraní pro aktivování vnitřních protokolů brány. I přes stálé úpravy však tento počítač není s bránou plně kompatibilní a čas od času dochází v SGC ke krizovým situacím, například z důvodu nepřítomnosti antických bezpečnostních protokolů, jež obsahuje každé klasické DHD. I přesto je však pozemské DHD plně použitelné. Jiný rozdíl mezi pozemským a antickým DHD spočívá ve způsobu vytáčení. Pozemské totiž na rozdíl od původního používá pro vytáčení střední otáčecí kruh na bráně, který je u bran s DHD používán jen pro nouzové manuální vytáčení.

### Energetická zařízení
- EMP Generátor je masivní válec, který generuje elektromagnetický impuls, který vyřadí veškerou elektroniku v dosahu. McKay ho chtěl použít k vyřazení zřejmě replikátorského nanoviru, kterým se nakazila část expedice na Atlantidě, to se však kvůli velké vzdálenosti nakažených od zařízení (kvůli automatické karanténě Atlantidy) nepodařilo. Činnost zařízení je poměrně efektní.
- Naquahdahový reaktor je nejpokročilejší pozemský zdroj energie. Jakousi (nejspíš štěpnou) reakcí získává z naquahdahu energii. Pozemšťané okopírovali původní naquadahový generátor zapůjčený od národa Orbánců. V průběhu let, kdy se využívá hvězdná brána, bylo postaveno několik prototypů a v současné době je k dispozici již 2. generace. Větší verze těchto generátorů tvoří energetické základy vesmírných lodí. I přes veškerou pokročilost své konstrukce však nedosahuje ani zdaleka výkonu podobného výkonu antického ZPM.

### Ochranná zařízení
- Keramický polymer je nová technologie ochrany před Goa'uldskými zbraněmi. Dokáže nejen zastavit výstřel z goa'uldské tyčové zbraně, ale zároveň odolat extrémně vysoké teplotě. KP se objevil v 17. epizodě sedmé řady seriálu Hvězdná brána, 7. série (poslední epizodě seriálu) Hrdinové (v anglickém originále Heroes) v laboratoři, zdali byl skutečně zaveden do výzbroje SG týmů je nejisté.

### Další zařízení
- Autogen/Plazmový hořák se používá, když je potřeba se dostat přes zamčené dveře. Použila ho Carterová, když se potřebovala dostat ze zamčené kajuty na Prométheovi. Jiné podobné zařízení bylo použito k protavení protivýbušných dveří v SGC, za kterými byla zamčena Reese, stvořitelka replikátorů.
- Avenger 2.0 je virus vyvinutý vědcem a beznadějným smolařem Jayem Felgerem. Samotný virus dokázal zneschopnit libovolnou bránu, do které byl odeslán. Virus překombinuje databázi adres bran tak, aby vytáčené koordináty nesouhlasily s vnitřní databází. Ovšem byl zachycen Goa'uldem Ba'alem, který jej upravil a během chvíle vypnul celý systém bran. I když se nakonec podařilo upravený virus zlikvidovat, už nikdy nebyl použit právě kvůli nebezpečí zneužití.
- GDO (Garage Door Opener) je vysílač, který po zadání kódu vyšle identifikační signál (IDC), podle kterého obsluha počítače v SGC pozná, že má otevřít Iris. Toto zařízení mají všechny SG týmy a navíc někteří spojenci (Bra'tac, Tok'rové aj.). Po zaslání platného IDC stačí, aby technik v řídící místnosti přiložil dlaň na skener otisků prstů, který je napojený na hlavní počítač. Poté se Iris otevře. Vysílač je vybaven dvěma indikátory a sice jedním, který povoluje průchod a druhý, který indikuje příjem tzv. vyčkávacího kódu. Kdyby se někdo pokusil projít hvězdnou bránou do SGC bez odeslání IDC, nedostal by se přes Iris, i když i ta se dá obejít technologií fázového posunu.
- Iris je ochranný kryt na hvězdné bráně v SGC, který byl původně navržen k obraně před Goa'uldy. Jakmile se aktivuje příchozí červí díra, Iris se zavře, a lze ji otevřít pouze odesláním IDC (Iris Deactivation Code) přes rádiový signál z GDO. Iris sestává z 20 stejně tvarovaných titano-triniových plátů umístěných 50 mikrometrů od horizontu červí díry. Ty se zavírají a otevírají jako závěrka fotoaparátu - rovnoměrně od kraje ke středu. Díky minimální vzdálenosti od červí díry se žádná hmota nedokáže v prostoru mezi Iris a samotnou červí dírou zmaterializovat, a pouze se “rozprskne” o Iris.
- Schránka ze Saganova institutu má přibližně tvar kvádru, hrany jsou zkosené a na přední straně je vyobrazen symbol Země a čtyři lidské postavy - dospělá žena, dospělý muž, a dvě děti (dívka a chlapec). Uvnitř jsou informace o pozemšťanech, o pozemských náboženstvích, záznamy z mytologie a popisy pozemské kultury. Schránka byla určena jako dar pro případné přátele, které SG týmy naleznou při svých výpravách. Dostala ji Kendra s tím, že jí má dát Thórovi, ale to se nakonec nestalo. Na návrh majora Carterové bylo do schránky přidáno iridium, protože zanechává slabou radioaktivní stopu. Posléze se schránka rozbila o Iris, když ji Cimmeriané poslali bránou zpět na Zemi, protože na ně zaútočili Goa'uldi.
- Urychlovač částic sestavila Samantha Carterová během tří měsíců v 17. epizodě třetí řady seriálu Hvězdná brána Sto dní (v anglickém originále A Hundred Days). Vystřeluje proud extrémně rychlých částic skrz bránu, tyto částice se reintegrují i v minimálním prostoru mezi bránou a libovolnou překážkou (v daném případě se jednalo o tvrdou horninu), což vede k extrémnímu zahřívání dané překážky, jejímu odstranění, a následnému uvolnění výstupu z brány.